# Gary Hocking
Gary Stuart Hocking MBE, més conegut com a Gary Hocking   (Caerleon, 30 de setembre de 1937 - Durban, 21 de desembre de 1962) va ser un pilot de motociclisme gal·lès resident a Rhodèsia del Sud, actual Zimbàbue, que va guanyar dos campionats del món l'any 1961 (un a la categoria de 350cc i l'altre a la de 500cc). Es va morir a finals de 1962, a 25 anys, en un accident a Sud-àfrica durant les pràctiques per debutar a la Fórmula 1.

## Biografia

### Primers anys
Nascut a Caerleon, prop de Newport (Monmouthshire), al sud-est de Gal·les, Hocking va créixer a Rhodèsia del Sud, on va estudiar al Gifford High School de Bulawayo. Quan era adolescent va començar a competir en curses de grasstrack i al cap de poc va canviar a les curses de velocitat.

### Motociclisme

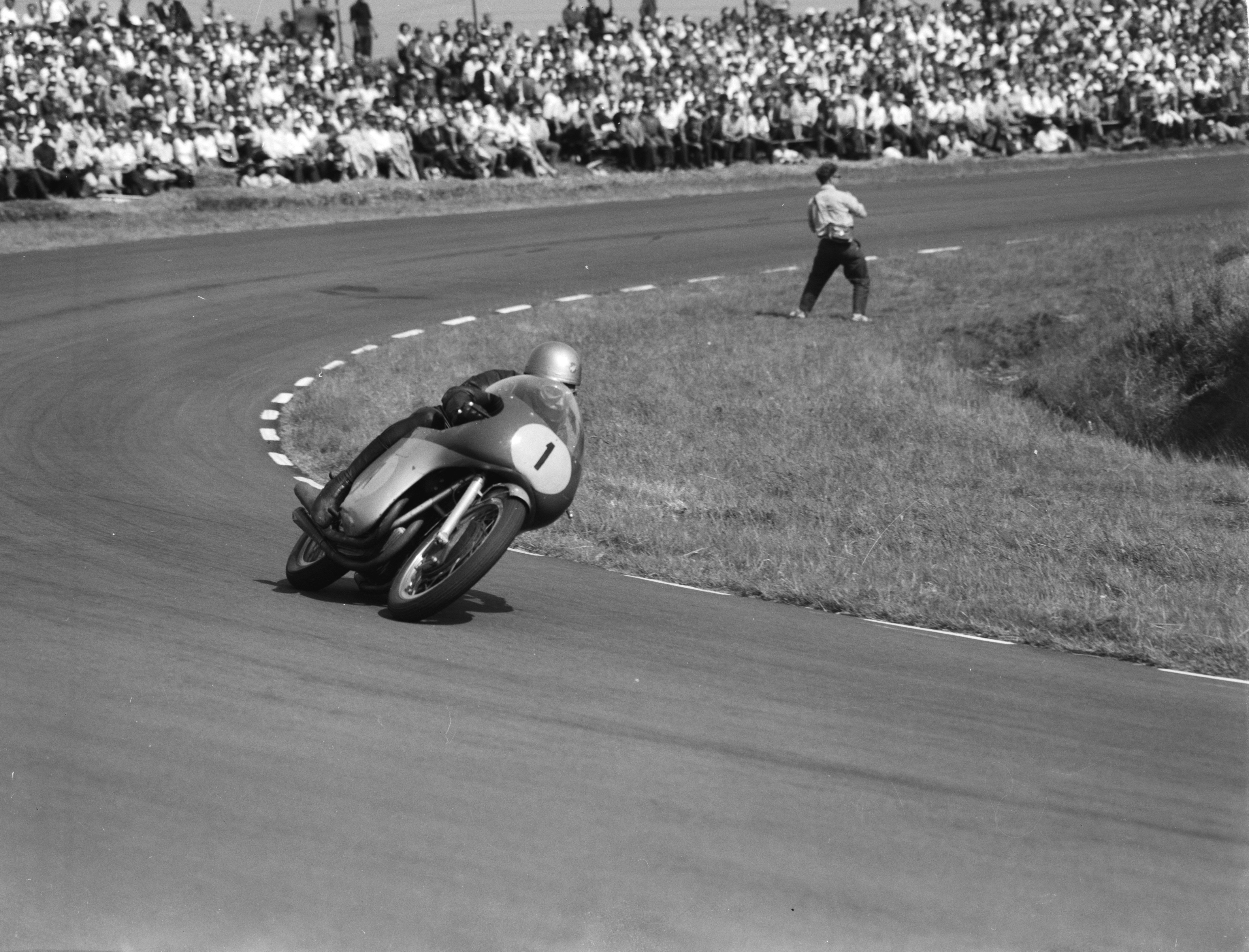
Hocking amb la MV Agusta 500 al Dutch TT de 1961

Hocking va deixar Rhodèsia per a competir a Europa el 1958, a vora vint anys, i va obtenir ressò de seguida en acabar tercer per darrere de les MV Agusta oficials a Nürburgring. Va aconseguir patrocini del preparador i distribuïdor de motocicletes de Manchester Reg Dearden, qui li va proporcionar sengles Norton Manx noves de 350 i 500 cc. Va passar l'hivern de 1958 amb George 'Sparrow' Costain, un pilot consolidat de l'equip de Dearden, a la casa familiar dels Costain a Castletown, a l'Illa de Man, aprenent el traçat del Mountain Course. Costain havia guanyat la cursa Senior del Manx Grand Prix amb una Norton Manx 500 preparada per Dearden el 1954.
El 1959, Hocking va acabar dotzè al Junior TT desprès de sortir del vint-i-dosè lloc de la graella. Durant els entrenaments del Junior TT, la seva Norton Manx 350 i les motos dels seus companys d'equip Terry Shepherd i John Hartle anaven equipades amb el motor desmodròmic de 350 cc de fàbrica d'alt secret, però a la cursa se'ls va instal·lar motors estàndard. Aquell mateix any, 1959, MZ va oferir a Hocking una moto oficial amb la qual va acabar segon al campionat del món de 250cc.
MV Agusta va oferir a Hocking suport complet de fàbrica per a la temporada de 1960 i el gal·lès va correspondre en acabar segon als campionats de 125cc, 250cc i 350cc. Després de la retirada de les curses de motociclisme del campió vigent, John Surtees, el 1961 Hocking va esdevenir el millor pilot de MV Agusta i va guanyar el campionat del món en les categories de 350cc i 500cc de manera incontestable contra els pocs rivals que disposaven de motos de fàbrica.

### Automobilisme
Hocking es va veure profundament afectat per la mort del seu amic Tom Phillis al TT de l'Illa de Man de 1962. Després de guanyar el Senior TT en aquella mateixa edició, el gal·lès va anunciar la seva retirada de les curses de motociclisme i se'n va tornar a Rhodèsia. Trobava que les curses de motos eren massa perilloses i va decidir que continuar la seva carrera esportiva dins l'automobilisme seria més segur.

### Mort
Poc de temps després, el 22 de desembre d'aquell mateix any, 1962, Hocking es va morir durant els entrenaments del Gran Premi de Natal, disputat al circuit de Westmead, prop de Durban (Sud-àfrica). El seu cotxe, un Lotus 24 de l'equip de Rob Walker, va sortir de la vora de la pista al final del revolt llarg a la dreta i va fer una doble volta de campana. El cap de Hocking va colpejar la barra de seguretat i es va morir unes hores més tard a l'hospital Addington de Durban, a l'edat de 25 anys.
Es va especular que el seu cotxe podia haver patit una fallada de la suspensió anterior i també és possible que la direcció, muntada incorrectament -Hocking havia demanat un canvi en aquest component- n'hagués estat la causa; fos quin fos el motiu, el cotxe va girar bruscament cap a l'esquerra i va fer una cabriola mentre pujava i s'acostava al canvi de rasant. També podria ser que Hocking estigués deshidratat i hagués perdut el coneixement.
Hocking està enterrat a Gal·les, al cementiri de Christchurch de Newport.

## Resultats al Mundial de motociclisme
Barem de puntuació de 1950 a 1968:
| Posició | 1 | 2 | 3 | 4 | 5 | 6 |
| Punts   | 8 | 6 | 4 | 3 | 2 | 1 |

(Ids. Grans Premis | Llegenda) (Curses en negreta indiquen pole; curses en  itàlica indiquen volta ràpida)
| Any  | Categoria | Equip     | 1     | 2      | 3     | 4      | 5     | 6     | 7     | 8     | 9     | 10    | 11    | Punts | Posició | Victòries |
| ---- | --------- | --------- | ----- | ------ | ----- | ------ | ----- | ----- | ----- | ----- | ----- | ----- | ----- | ----- | ------- | --------- |
| 1958 | 500cc     | Norton    | IOM - | DTT 6  | BEL - | GER 3  | SWE 4 | ULS - | NAT - |       |       |       |       | 8     | 6è      | 0         |
| 1959 | 125cc     | MZ        |       | IOM -  | GER - | DTT -  | BEL - | SWE - | ULS 2 |       |       |       |       | 7     | 9è      | 0         |
| 1959 | 125cc     | MV Agusta |       |        |       |        |       |       |       | NAT 6 |       |       |       | 7     | 9è      | 0         |
| 1959 | 250cc     | MZ        |       | IOM -  | GER - | DTT -  | BEL - | SWE 1 | ULS 1 | NAT - |       |       |       | 16    | 2n      | 2         |
| 1959 | 350cc     | Norton    | FRA 2 | IOM 12 | GER 2 |        |       | SWE - | ULS - | NAT - |       |       |       | 12    | 4t      | 0         |
| 1959 | 500cc     | Norton    | FRA 3 | IOM -  | GER - | DTT -  | BEL 2 |       | ULS - | NAT - |       |       |       | 10    | 5è      | 0         |
| 1960 | 125cc     | MV Agusta |       | IOM 2  | DTT 2 | BEL 5  |       | ULS 2 | NAT 5 |       |       |       |       | 18    | 2n      | 0         |
| 1960 | 250cc     | MV Agusta |       | IOM 1  | DTT 2 | BEL 2  | GER 1 | ULS - | NAT - |       |       |       |       | 28    | 2n      | 2         |
| 1960 | 350cc     | MV Agusta | FRA 1 | IOM -  | DTT 2 |        |       | ULS - | NAT 1 |       |       |       |       | 22    | 2n      | 2         |
| 1961 | 250cc     | MV Agusta | ESP 1 | GER -  | FRA - | IOM NC | DTT - | BEL - | DDR - | ULS - | NAT - | SWE - | ARG - | 8     | 8è      | 1         |
| 1961 | 350cc     | MV Agusta |       | GER -  |       | IOM 2  | DTT 1 |       | DDR 1 | ULS 1 | NAT 1 | SWE - |       | 32    | 1r      | 4         |
| 1961 | 500cc     | MV Agusta |       | GER 1  | FRA 1 | IOM NC | DTT 1 | BEL 1 | DDR 1 | ULS 1 | NAT - | SWE 1 | ARG - | 48    | 1r      | 7         |
| 1962 | 350cc     | MV Agusta | IOM 2 | DTT -  |       | ULS -  | DDR - | NAT - | FIN - |       |       |       |       | 6     | 8è      | 0         |
| 1962 | 500cc     | MV Agusta | IOM 1 | DTT -  | BEL - | ULS -  | DDR - | NAT - | FIN - | ARG - |       |       |       | 8     | 5è      | 1         |

## Resultats a la Fórmula 1
| Any  | Equip        | Xassís | Motor  | 1   | 2   | 3   | 4   | 5   | 6   | 7   | 8   | 9        | Posició | Punts |
| ---- | ------------ | ------ | ------ | --- | --- | --- | --- | --- | --- | --- | --- | -------- | ------- | ----- |
| 1962 | Gary Hocking | Lotus  | Climax | HOL | MON | BEL | FRA | GBR | ALE | ITA | USA | SUD MORT | -       | 0     |